# Ausztria az 1976. évi nyári olimpiai játékokon
Ausztria a kanadai Montréalban megrendezett 1976. évi nyári olimpiai játékok egyik részt vevő nemzete volt. Az országot az olimpián 15 sportágban 60 sportoló képviselte, akik összesen 1 érmet szereztek.

## Érmesek
| Érem  | Versenyző        | Sportág       | Versenyszám    |
| ----- | ---------------- | ------------- | -------------- |
| Bronz | Rudolf Dollinger | Sportlövészet | Szabadpisztoly |

## Atlétika
Férfi
| Versenyző     | Versenyszám   | Selejtező | Selejtező | Döntő    | Döntő    |
| Versenyző     | Versenyszám   | Eredmény  | Helyezés  | Eredmény | Helyezés |
| ------------- | ------------- | --------- | --------- | -------- | -------- |
| Peter Sternad | Kalapácsvetés | 66,14 m   | 18.       | kiesett  | kiesett  |

| Versenyző      | Versenyszám | 100 m | 100 m | Távolugrás | Távolugrás | Súlylökés | Súlylökés | Magasugrás | Magasugrás | 400 m | 400 m | 110 m gát | 110 m gát | Diszkoszvetés | Diszkoszvetés | Rúdugrás                 | Rúdugrás                 | Gerelyhajítás    | Gerelyhajítás    | 1500 m        | 1500 m        | Végeredmény   | Végeredmény   |
| Versenyző      | Versenyszám | Idő   | Pont  | Eredmény   | Pont       | Eredmény  | Pont      | Eredmény   | Pont       | Idő   | Pont  | Idő       | Pont      | Eredmény      | Pont          | Eredmény                 | Pont                     | Eredmény         | Pont             | Idő           | Pont          | Pont          | Helyezés      |
| -------------- | ----------- | ----- | ----- | ---------- | ---------- | --------- | --------- | ---------- | ---------- | ----- | ----- | --------- | --------- | ------------- | ------------- | ------------------------ | ------------------------ | ---------------- | ---------------- | ------------- | ------------- | ------------- | ------------- |
| Sepp Zeilbauer | Tízpróba    | 11,08 | 843   | 727 cm     | 878        | 14,91 m   | 784       | 203 cm     | 831        | 48,94 | 864   | 14,87     | 865       | 44,26 m       | 752           | érvényes kísérlet nélkül | érvényes kísérlet nélkül | nem állt rajthoz | nem állt rajthoz | nem ért célba | nem ért célba | nem ért célba | nem ért célba |
| Georg Werthner | Tízpróba    | 11,31 | 793   | 714 cm     | 847        | 13,49 m   | 697       | 188 cm     | 696        | 50,08 | 811   | 15,26     | 818       | 35,58 m       | 575           | 410 cm                   | 645                      | 64,08 m          | 799              | 4:27,43       | 762           | 7443          | 16.           |

Női
| Versenyző                       | Versenyszám | Előfutam | Előfutam | Előfutam | Negyeddöntő | Negyeddöntő | Negyeddöntő | Elődöntő | Elődöntő | Elődöntő | Döntő   | Döntő    |
| Versenyző                       | Versenyszám | Idő      | Hely.    | Össz.    | Idő         | Hely.       | Össz.       | Idő      | Hely.    | Össz.    | Idő     | Helyezés |
| ------------------------------- | ----------- | -------- | -------- | -------- | ----------- | ----------- | ----------- | -------- | -------- | -------- | ------- | -------- |
| Silvia Schinzel                 | 200 m       | 23,74    | 5.       | 23.      | 23,95       | 6.          | 25.         | kiesett  | kiesett  | kiesett  | kiesett | kiesett  |
| Christiane Casapicola-Wildschek | 400 m       | 52,65    | 2.       | 12.      | 52,25       | 4.          | 16.         | 52,20    | 7.       | 15.      | kiesett | kiesett  |

| Versenyző | Versenyszám   | Selejtező | Selejtező | Döntő    | Döntő    |
| Versenyző | Versenyszám   | Eredmény  | Helyezés  | Eredmény | Helyezés |
| --------- | ------------- | --------- | --------- | -------- | -------- |
| Eva Janko | Gerelyhajítás | 60,90 m   | 4.        | 57,20 m  | 9.       |

## Birkózás
Kötöttfogású
| Versenyző       | Versenyszám | 1. forduló                       | 2. forduló                     | 3. forduló                           | 4. forduló        | 5. forduló        | 6. forduló        | Döntő             | Helyezés    |
| Versenyző       | Versenyszám | Ellenfél Eredmény                | Ellenfél Eredmény              | Ellenfél Eredmény                    | Ellenfél Eredmény | Ellenfél Eredmény | Ellenfél Eredmény | Ellenfél Eredmény | Helyezés    |
| --------------- | ----------- | -------------------------------- | ------------------------------ | ------------------------------------ | ----------------- | ----------------- | ----------------- | ----------------- | ----------- |
| Hans Kiss       | 74 kg       | Brahim Toughza (MAR) · kizárták  | Jan Karlsson (SWE) · kétvállas | Gheorghe Ciobotaru (ROU) · kétvállas | kiesett           | kiesett           |                   | kiesett           | helyezetlen |
| Franz Pitschman | 82 kg       | Leif Andersson (SWE) · kétvállas | Ivan Kolev (BUL) · kétvállas   | kiesett                              | kiesett           | kiesett           | kiesett           | kiesett           | helyezetlen |

## Cselgáncs
| Versenyző      | Versenyszám  | Csoport | Selejtező         | 32-es főtábla                              | Nyolcaddöntő                  | Negyeddöntő              | Elődöntő          | Vigaszág negyeddöntő        | Vigaszág elődöntő      | Bronz- mérkőzés          | Döntő             | Helyezés |
| Versenyző      | Versenyszám  | Csoport | Ellenfél Eredmény | Ellenfél Eredmény                          | Ellenfél Eredmény             | Ellenfél Eredmény        | Ellenfél Eredmény | Ellenfél Eredmény           | Ellenfél Eredmény      | Ellenfél Eredmény        | Ellenfél Eredmény | Helyezés |
| -------------- | ------------ | ------- | ----------------- | ------------------------------------------ | ----------------------------- | ------------------------ | ----------------- | --------------------------- | ---------------------- | ------------------------ | ----------------- | -------- |
| Erich Pointner | Könnyűsúly   | A       |                   | Csang Ungjong (Jang Eung-gyeong) (KOR) · V |                               |                          |                   | Pakit Santhisiri (THA) · GY | Brad Farrow (CAN) · GY | Felice Mariani (ITA) · V |                   | 5.       |
| Jurek Jatowitt | Középsúly    | B       |                   | Christop Tchagou (CMR) · nem vett részt    | Teimoc Jonston-Ono (USA) · GY | Fred Marhenke (FRG) · V  | kiesett           |                             |                        |                          |                   | 11.      |
| Johann Pollak  | Félnehézsúly | B       | erőnyerő          | Johan Schåltz (SWE) · V                    | kiesett                       | kiesett                  | kiesett           |                             |                        |                          |                   | 18.      |
| Klaus Wallas   | Nehézsúly    | B       |                   | erőnyerő                                   | Vladimír Novák (TCH) · GY     | Allen Coage (USA) · V    | kiesett           |                             |                        |                          |                   | 10.      |
| Klaus Wallas   | Nyílt        | B       |                   | Mario Daminelli (ITA) · visszalépett       | Johan Schåltz (SWE) · GY      | Jorge Portelli (ARG) · V | kiesett           |                             |                        |                          |                   | 9.       |

## Evezés
Férfi
| Versenyző | Versenyszám  | Előfutam | Előfutam | Vigaszág | Vigaszág | Elődöntő | Elődöntő | Döntő   | Döntő   | Döntő   | Helyezés    |
| Versenyző | Versenyszám  | Idő      | Hely.    | Idő      | Hely.    | Idő      | Hely.    | Típus   | Idő     | Hely.   | Helyezés    |
| --------- | ------------ | -------- | -------- | -------- | -------- | -------- | -------- | ------- | ------- | ------- | ----------- |
| Ulli Wolf | Egypárevezős | 7:28,45  | 4.       | 7:25,38  | 4.       | kiesett  | kiesett  | kiesett | kiesett | kiesett | helyezetlen |

Női
| Versenyző                     | Versenyszám  | Előfutam | Előfutam | Vigaszág | Vigaszág | Döntő | Döntő   | Döntő | Helyezés |
| Versenyző                     | Versenyszám  | Idő      | Hely.    | Idő      | Hely.    | Típus | Idő     | Hely. | Helyezés |
| ----------------------------- | ------------ | -------- | -------- | -------- | -------- | ----- | ------- | ----- | -------- |
| Renate Sigl Maria Leibetseder | Kétpárevezős | 3:40,09  | 5.       | 3:52,93  | 4.       | B     | 4:11,38 | 4.    | 10.      |

## Íjászat
| Versenyző     | Versenyszám  | 1. forduló | 1. forduló | 2. forduló | 2. forduló | Összesítés | Összesítés |
| Versenyző     | Versenyszám  | Pont       | Hely.      | Pont       | Hely.      | Pont       | Helyezés   |
| ------------- | ------------ | ---------- | ---------- | ---------- | ---------- | ---------- | ---------- |
| Oswald Probst | Férfi egyéni | 1135       | 26.        | 1038       | 34.        | 2173       | 33.        |

## Kajak-kenu
Férfi
| Versenyző                     | Versenyszám         | Előfutam | Előfutam | Előfutam | Vigaszág | Vigaszág | Vigaszág | Elődöntő | Elődöntő | Elődöntő | Döntő   | Döntő    |
| Versenyző                     | Versenyszám         | Idő      | Hely.    | Össz.    | Idő      | Hely.    | Össz.    | Idő      | Hely.    | Össz.    | Idő     | Helyezés |
| ----------------------------- | ------------------- | -------- | -------- | -------- | -------- | -------- | -------- | -------- | -------- | -------- | ------- | -------- |
| Günther Pfaff                 | Kajak egyes 1000 m  | 4:14,92  | 6.       | 17.      | 4:14,90  | 3.       | 6.       | 4:08,65  | 6.       | 17.      | kiesett | kiesett  |
| Hans Peter Mayr Günther Pfaff | Kajak kettes 1000 m | 3:40,82  | 4.       | 14.      | 3:36,32  | 3.       | 10.*     | 3:29,45  | 5.       | 10.      | kiesett | kiesett  |

* - egy másik párossal azonos időt ért el

## Kerékpározás

### Országúti kerékpározás
Férfi
| Versenyző                                                         | Versenyszám     | Idő              | Helyezés |
| ----------------------------------------------------------------- | --------------- | ---------------- | -------- |
| Roman Humenberger                                                 | Mezőnyverseny   | 4:49:01 (+2:09)  | 21.      |
| Rudolf Mitteregger                                                | Mezőnyverseny   | 5:00:19 (+13:27) | 51.      |
| Herbert Spindler                                                  | Mezőnyverseny   | 4:49:01 (+2:09)  | 18.      |
| Wolfgang Steinmayr                                                | Mezőnyverseny   | 4:49:01 (+2:09)  | 27.      |
| Roman Humenberger Leopold Karner Rudolf Mitteregger Johann Summer | Csapat időfutam | 2:17:06 (+8:13)  | 15.      |

## Lovaglás
Díjugratás
| Versenyző                                                       | Ló                                      | Versenyszám | 1. forduló   | 1. forduló   | 2. forduló | 2. forduló | Összesen | Összesen |
| Versenyző                                                       | Ló                                      | Versenyszám | Pont         | Hely.        | Pont       | Hely.      | Pont     | Helyezés |
| --------------------------------------------------------------- | --------------------------------------- | ----------- | ------------ | ------------ | ---------- | ---------- | -------- | -------- |
| Thomas Frühmann                                                 | Star Favorit                            | Egyéni      | 28,00        | 38.          | kiesett    | kiesett    | 28,00    | 38.      |
| Heinrich Hulzebos                                               | Prokat                                  | Egyéni      | visszalépett | visszalépett | kiesett    | kiesett    | kiesett  | kiesett  |
| Hugo Simon                                                      | Lavendel                                | Egyéni      | 8,00         | 10.          | 8,00       | 3.         | 16,00    | 5.*      |
| Thomas Frühmann Heinrich Hulzebos Hugo Simon Rüdiger Wassibauer | Star Favorit d'Accord Lavendel Sulgrave | Csapat      | 52,00        | 11.          | kiesett    | kiesett    | 52,00    | 11.      |

* - három másik versenyzővel azonos eredményt ért el

## Műugrás
Férfi
| Versenyző      | Versenyszám        | Selejtező | Selejtező | Döntő   | Döntő    |
| Versenyző      | Versenyszám        | Pont      | Helyezés  | Pont    | Helyezés |
| -------------- | ------------------ | --------- | --------- | ------- | -------- |
| Niki Stajković | Egyéni toronyugrás | 486,69    | 12.       | kiesett | kiesett  |

Női
| Versenyző     | Versenyszám        | Selejtező | Selejtező | Döntő   | Döntő    |
| Versenyző     | Versenyszám        | Pont      | Helyezés  | Pont    | Helyezés |
| ------------- | ------------------ | --------- | --------- | ------- | -------- |
| Brigitte Duda | Egyéni toronyugrás | 292,41    | 24.       | kiesett | kiesett  |

## Ökölvívás
| Versenyző         | Versenyszám   | Selejtező              | 32-es főtábla                  | Nyolcaddöntő             | Negyeddöntő       | Elődöntő          | Döntő             | Helyezés |
| Versenyző         | Versenyszám   | Ellenfél Eredmény      | Ellenfél Eredmény              | Ellenfél Eredmény        | Ellenfél Eredmény | Ellenfél Eredmény | Ellenfél Eredmény | Helyezés |
| ----------------- | ------------- | ---------------------- | ------------------------------ | ------------------------ | ----------------- | ----------------- | ----------------- | -------- |
| Christian Sittler | Kisváltósúly  | Luis Godoy (COL) · 4-1 | Narong Boonfuang (THA) · KO    | Luis Portillo (ARG) · KO | kiesett           | kiesett           | kiesett           | 9.       |
| Franz Dorfer      | Nagyváltósúly |                        | Mohamed Azar Hazin (IRI) · 1-4 | kiesett                  | kiesett           | kiesett           | kiesett           | 17.      |

## Sportlövészet
Nyílt
| Versenyző           | Versenyszám           | Pont | Helyezés |
| ------------------- | --------------------- | ---- | -------- |
| Gerhard Petritsch   | Gyorstüzelő pisztoly  | 594  | 7.       |
| Rudolf Dollinger    | Szabadpisztoly        | 562  |          |
| Hubert Garschall    | Szabadpisztoly        | 543  | 30.      |
| Gerhard Krimbacher  | Sportpuska, fekvő     | 591  | 12.      |
| Gerhard Krimbacher  | Sportpuska, összetett | 1117 | 42.      |
| Wolfram Waibel, Sr. | Sportpuska, összetett | 1123 | 40.      |
| Wolfram Waibel, Sr. | Sportpuska, fekvő     | 590  | 20.      |
| Josef Meixner       | Trap                  | 178  | 16.      |
| Nikolaus Reinprecht | Trap                  | 173  | 25.      |
| Franz Schitzhofer   | Skeet                 | 195  | 5.       |

## Súlyemelés
| Versenyző            | Versenyszám | Szakítás                 | Szakítás                 | Lökés    | Lökés    | Összesen | Helyezés |
| Versenyző            | Versenyszám | Eredmény                 | Helyezés                 | Eredmény | Helyezés | Összesen | Helyezés |
| -------------------- | ----------- | ------------------------ | ------------------------ | -------- | -------- | -------- | -------- |
| Kurt Pittner         | 56 kg       | érvényes kísérlet nélkül | érvényes kísérlet nélkül | kiesett  | kiesett  | kiesett  | kiesett  |
| Gottfried Langthaler | 67,5 kg     | 117,5                    | 18.                      | 152,5    | 12.*     | 270,0    | 13.      |
| Walter Legel         | 67,5 kg     | 120,0                    | 13.                      | 152,5    | 11.      | 272,5    | 10.      |
| Rudolf Hill          | 90 kg       | 140,0                    | 15.                      | 180,0    | 10.      | 320,0    | 12.      |
| Vinzenz Hörtnagl     | 110 kg      | 160,0                    | 8.                       | 190,0    | 16.      | 350,0    | 13.      |

* - egy másik versenyzővel azonos eredményt ért el

## Úszás
Férfi
| Versenyző          | Versenyszám | Előfutam | Előfutam | Előfutam | Elődöntő | Elődöntő | Elődöntő | Döntő   | Döntő    |
| Versenyző          | Versenyszám | Idő      | Hely.    | Össz.    | Idő      | Hely.    | Össz.    | Idő     | Helyezés |
| ------------------ | ----------- | -------- | -------- | -------- | -------- | -------- | -------- | ------- | -------- |
| Steffen Kriechbaum | 100 m mell  | 1:08,09  | 4.       | 23.      | kiesett  | kiesett  | kiesett  | kiesett | kiesett  |
| Steffen Kriechbaum | 200 m mell  | 2:25,73  | 5.       | 17.      |          |          |          | kiesett | kiesett  |

## Vitorlázás
Nyílt
| Versenyző                                     | Versenyszám     | Futam  | Futam | Futam | Futam  | Futam | Futam  | Futam  | Pontszám | Helyezés |
| Versenyző                                     | Versenyszám     | 1      | 2     | 3     | 4      | 5     | 6      | 7      | Pontszám | Helyezés |
| --------------------------------------------- | --------------- | ------ | ----- | ----- | ------ | ----- | ------ | ------ | -------- | -------- |
| Carl Auteried, Jr. Wolfgang Böhm              | Tempest         | 16,0   | 20,0  | 17,0  | 17,0   | 10,0  | 17,0   | (22,0) | 97,0     | 12.      |
| Bernhard Prack Hans Prack                     | Tornádó         | (16,0) | 14,0  | 11,7  | 16,0   | 5,7   | 16,0   | 15,0   | 78,4     | 11.      |
| Johann Eisl Ernst Seidl                       | Repülő hollandi | 21,0   | 16,0  | 13,0  | 18,00  | 3,0   | (22,0) | 21,0   | 92,0     | 13.      |
| Rudolf Mayr Hubert Raudaschl Walter Raudaschl | Soling          | 19,0   | 23,0  | 21,0  | (26,0) | 15,0  | 22,0   | 23,0   | 123,0    | 17.      |

## Vívás
Férfi
| Versenyző                                                              | Versenyszám       | Selejtező | Selejtező | Selejtező | Selejtező | Selejtező | Selejtező | Főtábla           | Főtábla           | Vigaszág          | Vigaszág          | Vigaszág          | Döntő             | Döntő   | Helyezés |
| Versenyző                                                              | Versenyszám       | 1. kör | 1. kör    | 2. kör | 2. kör    | 3. kör | 3. kör    | 1. kör            | 2. kör            | 1. kör            | 2. kör            | 3. kör            | Döntő             | Döntő   | Helyezés |
| Versenyző                                                              | Versenyszám       | Ellenfél Eredmény | Hely.     | Ellenfél Eredmény | Hely.     | Ellenfél Eredmény | Hely.     | Ellenfél Eredmény | Ellenfél Eredmény | Ellenfél Eredmény | Ellenfél Eredmény | Ellenfél Eredmény | Ellenfél Eredmény | Hely.   | Helyezés |
| ---------------------------------------------------------------------- | ----------------- | --- | --------- | --- | --------- | --- | --------- | ----------------- | ----------------- | ----------------- | ----------------- | ----------------- | ----------------- | ------- | -------- |
| Herbert Lindner                                                        | Párbajtőr, egyéni | D. csoport · Jacques Ladègaillerie (FRA) · 5-3 · Veikko Salminen (FIN) · 5-2 · Jerzy Janikowski (POL) · 5-0 · Greg Benko (AUS) · 2-5                            | 1.        | B. csoport · Rolf Edling (SWE) · 0-5 · François Suchanecki (SUI) · 3-5 · Jaroslav Jurka (TCH) · 1-5 · Nicola Granieri (ITA) · 4-5 · Edward Bourne (GBR) · 2-5    | 6.        | kiesett | kiesett   | kiesett           | kiesett           | kiesett           | kiesett           | kiesett           | kiesett           | kiesett | 36.      |
| Karl-Heinz Müller                                                      | Párbajtőr, egyéni | J. csoport · Zbigniew Matwiejew (POL) · 3-5 · Ole Mørch (NOR) · 5-2 · Roger Menghi (LUX) · 5-2 · Sutipong Santitavakul (THA) · 5-3                              | 2.        | A. csoport · Fenyvesi Csaba (HUN) · 2-5 · Paul Szabo (ROU) · 4-5 · Aleksandr Bykov (URS) · 3-5 · Ole Mørch (NOR) · 5-3 · Sarkis Assatourian (IRI) · 5-4          | 4.        | A. csoport · Osztrics István (HUN) · 1-5 · Reinhold Behr (FRG) · 0-5 · Rolf Edling (SWE) · 1-5 · Philippe Boisse (FRA) · 4-5 · Jeppe Normann (NOR) · 5-0 | 5.        | kiesett           | kiesett           | kiesett           | kiesett           | kiesett           | kiesett           | kiesett | 21.      |
| Peter Zobl-Wessely                                                     | Párbajtőr, egyéni | K. csoport · Philippe Boisse (FRA) · 4-5 · Kulcsár Győző (HUN) · 5-1 · Brooke Makler (USA) · 5-3 · Denis Cunningham (HKG) · 5-3 · Taweewat Horrapun (THA) · 4-5 | 3.        | D. csoport · Reinhold Behr (FRG) · 3-5 · Göran Flodström (SWE) · 1-5 · Christian Kauter (SUI) · 1-5 · Jeppe Normann (NOR) · 2-5 · Zbigniew Matwiejew (POL) · 4-5 | 6.        | kiesett | kiesett   | kiesett           | kiesett           | kiesett           | kiesett           | kiesett           | kiesett           | kiesett | 34.      |
| Hans Brandstätter                                                      | Kard, egyéni      | F. csoport · Michele Maffei (ITA) · 0-5 · Manuel Ortíz (CUB) · 3-5 · Stephen Kaplan (USA) · 3-5 · Ismail Alamdari (IRI) · 1-5                                   | 5.        | kiesett | kiesett   | kiesett | kiesett   | kiesett           | kiesett           | kiesett           | kiesett           | kiesett           | kiesett           | kiesett | 41.      |
| Herbert Lindner Karl-Heinz Müller Herbert Polzhuber Peter Zobl-Wessely | Párbajtőr, csapat | A. csoport · Nagy-Britannia (GBR) · 5-11 · NSZK (FRG) · 6-10 | 3.        | kiesett | kiesett   | |           | kiesett           | kiesett           |                   |                   |                   | kiesett           | kiesett | 11.      |